# Архиепархия Ибадана
Архиепархия Ибадана (лат. Archidioecesis Ibadanensis) — архиепархия Римско-Католической церкви c центром в городе Ибадан, Нигерия. В митрополию Ибадана входят епархии Ойо, Ондо, Осогбо. Кафедральным собором архиепархии Ибадана является собор Пресвятой Девы Марии.

## История
13 марта 1952 года Святой Престол учредил апостольскую префектуру Ибадана, выделив её из епархии Лагоса.
28 апреля 1958 года Римский папа Пий XII преобразовал апостольскую префектуру Ибадана в епархию.
26 марта 1994 года Римский папа Иоанн Павел II издал буллу «Cum in Nigeria», которой преобразовал епархию Ибадана в aрхиепархию.

## Ординарии архиепархии
- епископ Ричард Финн SMA[1] (1953 — 1974);
- архиепископ Феликс Алаба Адеосин Джоб (1974 — 2013);
- архиепископ Габриэль Леке Абегунрин (29.10.2013 — по настоящее время).

## Источник
- Annuario Pontificio, Libreria Editrice Vaticana, Città del Vaticano, 2003, ISBN 88-209-7422-3
- Бреве Apostolica Sedes Архивная копия от 3 февраля 2020 на Wayback Machine, AAS 44 (1952), стр. 609  (лат.)
- Булла Cum in Nigeria Архивная копия от 17 мая 2014 на Wayback Machine  (лат.)